# Scottish Second Division 2008/09
Die Scottish Football League Second Division wurde 2008/09 zum 34. Mal nach Einführung der Premier League als dritthöchste schottische Liga ausgetragen. Zudem war es die vierunddreißigste Austragung als dritthöchste Fußball-Spielklasse der Herren in Schottland unter dem Namen Second Division. In der Saison 2008/09 traten 10 Vereine in insgesamt 36 Spieltagen gegeneinander an. Jedes Team spielte jeweils viermal gegen jedes andere Team. Bei Punktgleichheit zählte die Tordifferenz.
Die Meisterschaft gewannen die Raith Rovers, die sich damit gleichzeitig die Teilnahme an der First Division-Saison 2009/10 sicherten. An den Aufstieg-Play-offs nahmen Ayr United, Brechin City und der FC Peterhead teil. Der Vizemeister aus Ayr konnte sich in dieser erfolgreich durchsetzen und neben den Rovers aufsteigen. In der Relegation um den Verbleib in der Second Division kämpfte vergeblich der FC Queen’s Park. Absteigen in die Third Division musste zudem der FC Stranraer. Durch den Zwangsabstieg des FC Livingston von der First in die Third Division, stiegen die beiden Finalisten der Play-offs (FC Cowdenbeath und FC Stenhousemuir) in die Second Division auf. Torschützenkönig mit 24 Treffern wurde Kevin Smith von den Raith Rovers.

## Statistiken

### Abschlusstabelle
| Pl. | Verein              | Sp. | S  | U  | N  | Tore    | Diff. | Punkte |
| --- | ------------------- | --- | -- | -- | -- | ------- | ----- | ------ |
| 1.  | Raith Rovers        | 36  | 22 | 10 | 4  | 060:270 | +33   | 76     |
| 2.  | Ayr United          | 36  | 22 | 8  | 6  | 071:380 | +33   | 74     |
| 3.  | Brechin City        | 36  | 18 | 8  | 10 | 051:450 | +6    | 62     |
| 4.  | FC Peterhead        | 36  | 15 | 11 | 10 | 054:390 | +15   | 56     |
| 5.  | Stirling Albion (A) | 36  | 14 | 11 | 11 | 059:490 | +10   | 53     |
| 6.  | FC East Fife (N)    | 36  | 13 | 5  | 18 | 039:440 | −5    | 44     |
| 7.  | FC Arbroath (N)     | 36  | 11 | 8  | 17 | 044:460 | −2    | 41     |
| 8.  | Alloa Athletic      | 36  | 11 | 8  | 17 | 047:590 | −12   | 41     |
| 9.  | FC Queen’s Park     | 36  | 7  | 12 | 17 | 035:540 | −19   | 33     |
| 10. | FC Stranraer (N)    | 36  | 3  | 7  | 26 | 031:900 | −59   | 16     |

Platzierungskriterien: 1. Punkte – 2. Tordifferenz – 3. geschossene Tore – 4. Direkter Vergleich (Punkte, Tordifferenz, geschossene Tore)
| Saison 2008/09 |

| Zum Saisonende 2007/08 |                                   |
| (A)                    | Absteiger aus der First Division  |
| (N)                    | Aufsteiger aus der Third Division |

## Relegation
Teilnehmer an den Relegationsspielen waren der FC Queen’s Park aus der diesjährigen Second Division, sowie die drei Mannschaften aus der Third Division, FC Cowdenbeath, FC East Stirlingshire und FC Stenhousemuir. Die Sieger der ersten Runde spielten in der letzten Runde um einen Platz für die folgende Scottish Second Division-Saison 2009/10.
Erste Runde
Die Hinspiele wurden am 13. und 14. Mai 2009 ausgetragen. Die Rückspiele am 16. und 17. Mai 2009.
|                       | Gesamt |                 | Hinspiel | Rückspiel |
| --------------------- | ------ | --------------- | -------- | --------- |
| FC East Stirlingshire | 2:3    | FC Cowdenbeath  | 1:2      | 1:1       |
| FC Stenhousemuir      | 2:1    | FC Queen’s Park | 2:1      | 0:0       |

Zweite Runde
Das Hinspiel wurde am 20. Mai 2009 ausgetragen. Das Rückspiel am 23. Mai 2009.
|                | Gesamt |                  | Hinspiel | Rückspiel |
| -------------- | ------ | ---------------- | -------- | --------- |
| FC Cowdenbeath | 0:0    | FC Stenhousemuir | 0:0      | 4:5 i. E. |